# Boban Stajić
Boban Stajić (in macedone Бобан Стајиќ?; Skopje, 6 ottobre 1993) è un cestista macedone.

## Palmarès
- Campionato macedone: 2

MZT Skopje: 2013-14, 2014-15
- Coppa di Macedonia: 1

Rabotnički: 2019